# Operă moartă
În domeniul naval, termenul operă moartă are două semnificații:
1. Partea din coca unei nave aflată deasupra liniei de plutire de plină încărcare (în engleză "Deadworks"); se numește astfel deoarece pe bordajul din această parte nu se depun alge și scoici.
2. Suprastructuri de punte. Construcții înălțate deasupra punții descoperite a navei (rufuri, punți ridicate deasupra punții castelului central, cât și construcțiile de pe aceste punți). În genere, aceste părți ale navei se includ în opera moartă (în engleză "Upper Works").

Opera moartă asigură rezerva de flotabilitate pentru cazurile de accidente care ar duce la modificarea stării normale de echilibru.